# Свобода преси в Україні

Рейтинг свободи преси

Хоча свобода преси в Україні ніколи не була оцінена вище, ніж «частково вільною» від Дому Свободи вона як і раніше вважається однією з найбільш вільних всіх пострадянських держав і значно покращилася після Помаранчевої революції 2004 року. У 2010 році Freedom House сприймає як «негативну тенденцію в Україні». За даними Державного департаменту США у 2009 році не було спроби центральної влади прямого медіа-контенту, але були повідомлення про залякування журналістів національної та місцевої влади. ЗМІ час від часу демонструє тенденцію до самоцензури з питань, що уряд вважає чутливими історії в електронних та друкованих засобів масової інформації (завуальованій рекламі і позитивне висвітлення у новинах) та участь в ток-шоу телебачення можна купити. Медіа групи висловлюють занепокоєння з приводу надзвичайно високою грошової компенсації, які були затребувані в судових справах про наклеп.
Конституція України і закон 1991 року передбачає свободу слова. Свобода слова погіршилась через Вибори 2010, в результаті яких Віктор Янукович став президентом. В Україні багато новин фінансуються за рахунок багатих інвесторів і відображає політичні та економічні інтереси їхніх власників.

## Історія
По результатам щорічного опитування Freedom in the World від Freedom House, преса в Україні оцінювалась, як «Частково вільна», в період з 1992 по 2003 рік, коли вона була оцінена як «Не вільна». Після 2005 року, вона знову отримала оцінку «Частково вільна». По даним Freedom House, на момент 2022 року, інтернет в Україні, як і преса оцінюються як «Частково вільні».
У рейтингу «Індекс свободи преси» від Репортерів без кордонів, українська преса достатньо довго знаходилася близько 90-го місця (89-те у 2009), хоча вона займала 112-те місце у 2002, та навіть 132-ге місце у 2004. У 2010 Україна опинилась на 131-му місці у рейтингу; на думку Репортерів без кордонів, це було результатом «Повільного та постійного погіршення свободи преси, з перемогою Віктора Януковича на виборах у Лютому». У 2013 Україна зайняла 126-те місце в рейтингу, впавши на 10 позицій, у порівнянні з 2012 роком. Зі слів Репортерів без кордонів це був «Найгірший рекорд для медіа з часів Помаранчевої Революції у 2004». У 2022 році в рейтингу Україна зайняла 106-те місце.
Під час опитування від Research & Branding Group у Жовтні 2009 року, 49.2% респондентів заявили, що свобода слова в Україні була на достатньому рівні. 19.6% заявили протилежне. Також 24.2% сказали, що в Україні забагато свободи слова. Згідно даних, 62% респондентів у західній частині України були задовільні свободою слова в Україні, тим часом у центральних і південно східних регіонах, цифри були 44% і 47% відповідно.
У 2010 році опитування, також проведене Research & Branding Group 56% всіх Українців довіряли ЗМІ, а 38.5% ні.

### Президентство Кучми (1994-2004)
Після кінця (єдиного) терміну першого президента України Леоніда Кравчука, свобода слова в Україні значно погіршилася. Під час президентства Леоніда Кучми (1994-2004) декілька інформаційних агентств було насильно закрито. В 1999 році Комітет захисту журналістів (CPJ) помістив Кучму до списку найгірших ворогів преси. Того року Уряд України частково обмежив свободу преси за допомогою податкових інспекцій (Микола Азаров, який пізніше стане Прем'єр-міністром України очолював Державну податкову адміністрацію за часів Кучми). Було порушено багато кримінальних справ про наклеп, журналістам погрожували. Це призвело до того, що багато журналістів почали практикувати самоцензуру, щоб убезпечити себе. У 2003 та 2004 уряд втручався в діяльність журналістів, видаючи їм письмові та усні інструкції, щодо того, які події висвітлювати.
2 Листопада 2000 року у Таращанському лісі було знайдено тіло журналіста, засновника видання «Українська правда» Георгія Гонгадзе. 28 Листопада того ж року були оприлюднені так звані «плівки Мельниченка», які свідчили про причетність тодішнього Президента України Л. Кучми та ряду інших високопосадовців та політиків до вбивства журналіста. Це викликало хвилю обурення серед українського суспільства, яка згодом переросла в масові акції протесту проти уряду, які отримали назву Україна без Кучми.
Наприкінці 2004 року, після президентських виборів, багато інформаційних агентств почали ігнорувати курс тодішнього уряду і висвітлювати події більш об'єктивно та професійно.

### Помаранчева Революція та президентство Ющенка (2004-2010)
З початком Помаранчевої Революції 2004 року українські медіа стали більш плюралістичними та незалежними. Наприклад, спроби уряду обмежити свободу преси за допомогою податкових інспекцій було припинено. Відтоді українські медіа стали найбільш вільними серед усіх Пострадянських країн (не беручі до уваги країни Балтії, преса яких, згідно з опитуванням від Freedom House вважається «Вільною»).
У 2005, після Помаранчевої Революції, українське телебачення стало більш вільним. У лютому 2009 Національна рада з питань телебачення і радіомовлення заявила, що «Політичний тиск на ЗМІ збільшився за останній час через зміни в законодавстві та інших нормативних актах для посилення впливу та регулюючих органів в цій сфері».
У 2007 році в регіонах України відбулися численні анонімні атаки та погрози журналістам, які досліджували чи викривали корупцію. Комітет захисту журналістів зробив висновок, що ці атаки та небажання правоохоронних органів переслідувати злочинців у деяких справах «Сприяли атмосфері безкарності проти незалежних журналістів». Спостерігачі за ЗМІ заявили, що атаки і тиск на журналістів зросли у Лютому 2010 року, після обрання президентом Віктора Януковича.
У грудні 2009 року, під час передвиборчої кампанії, тодішня прем'єр-міністр, а також кандидат у президенти Юлія Тимошенко поскаржилася на те, що українські телеканали маніпулюють свідомістю людей на користь олігархічних груп. Раніше, того ж року, Тимошенко відмовилася з'являтися на програмах телеканалу Інтер «Поки журналісти, менеджмент і власники телеканалу не припинять знищувати свободу слова і поки вони не згадають сутність своєї професії — Чесність, об'єктивність і неупереджена позиція».

### 2021 рік
Напади на журналістів і журналісток, пошкодження майна медійників і медійниць, незаконні карантинні обмеження, затягування розслідувань у "журналістських" справах і якийсь розквіт псевдожурналістів стали не дуже оптимістичними тенденціями для регіональної журналістики в 2021 році. У Хмельницькому, Вінниці, Запоріжжі журналісти зазнавали фізичної агресії, в Рівному, Черкасах і Херсоні затягуються розслідування, у Донецьку, Кропивницькому, Харкові й Вінниці гостро постала проблема фейкових журналістів. І це далеко не повний список проблем регіональної журналістики.
3 листопада 2021 року невідомий чоловік облив невідомою речовиною журналістку-розслідувачку неподалік спортивного клубу, що розташований в обласному центрі. До того двоє чоловіків приходили декілька разів до будинку журналістки та вичікували її біля спортивного клубу. Після нападу співробітники Хмельницького районного управління поліції відкрили кримінальне провадження за статтею "Хуліганство". Журналістці надали охорону. На початку грудня 2021 року поліція перекваліфікувала кримінальне провадження щодо нападу на журналістку-розслідувачку на статтю "Погроза або насильство щодо журналіста”. Кримінальне провадження наразі триває.
У квітні 2021 року на журналіста телеканалу "2+2" Володимира Тимофійчука напав головний державний ревізор-інспектор відділу Управління податкового аудиту у Вінницькій області Євген Кушнір. Унаслідок журналіст дістав тілесні ушкодження та пошкодив робочу техніку. Оскільки нападник працює в податковій, то справу вінницька поліція залюбки передала іншому відомству. Державне бюро розслідувань за цим фактом відкрило кримінальне провадження з попередньою кваліфікацією "перешкоджання законній професійній діяльності журналістів" і наразі дуже неквапливо проводить розслідування.

### Повномасштабне вторгнення Росії в Україну
У січні 2024 року експерти ІМІ зафіксували в Україні 23 випадки порушень свободи слова. З них у 17 випадках відповідальність лежить на українській стороні. За аналогічний період минулого року ці цифри значно відрізнялися – тоді ІМІ зафіксував 10 злочинів проти свободи слова в Україні, і дев’ять з них вчинила Росія проти медіа і журналістів.
За грудень 2023 – січень 2024 року ІМІ зафіксував 10 порушень свободи слова, які вчинила Росія, – поранення журналістів, обстріли, унаслідок яких знищено офіси медіа, блокування інтернет-доступу до медіа, а також закриття медіа через російсько-українську війну. За рік і одинадцять місяців з початку повномасштабного вторгнення Росія скоїла 558 злочинів проти журналістів та медіа в Україні.
У грудні 2023 року експерти ІМІ зафіксували 19 випадків порушень свободи слова в Україні. З них 10 випадків, які вчинила Росія проти медіа і журналістів.
У листопаді 2023 року експерти ІМІ зафіксували 11 випадків порушень свободи слова в Україні. Переважно це були випадки, відповідальною за які є українська сторона. І лише два випадки, які вчинила Росія проти медіа і журналістів.
У жовтні 2023 року експерти ІМІ зафіксували 12 злочинів проти свободи слова в Україні. З них п’ять вчинила Росія проти медіа і журналістів.
У вересні 2023 року експерти ІМІ зафіксували 13 злочинів проти свободи слова в Україні. З них п'ять вчинила Росія проти медіа і журналістів.
У серпні 2023 року було зафіксовано 10 злочинів проти свободи слова в Україні. З них шість вчинила Росія проти медіа і журналістів.
У липні 2023 року експерти ІМІ зафіксували 11 злочинів проти свободи слова в Україні. З них чотири вчинила Росія проти медіа і журналістів. У червні 2023 року експерти ІМІ зафіксували 14 злочинів проти свободи слова в Україні. З них шість вчинила Росія проти медіа і журналістів.
У травні  2023 року експерти ІМІ зафіксували 11 злочинів проти свободи слова в Україні. З них чотири вчинила Росія проти медіа і журналістів. У квітні експерти ІМІ зафіксували 10 злочинів проти свободи слова в Україні. З них п’ять вчинила Росія проти медіа і журналістів. У березні експерти ІМІ зафіксували 20 злочинів проти свободи слова в Україні. З них шість скоїла Росія проти медіа і журналістів. Це вперше за рік війни, коли кількість скоєних росіянами злочинів проти медіа менша за кількість злочинів, за які відповідальною є українська сторона.
У лютому 2023 року експерти ІМІ зафіксували дев’ять злочинів проти свободи слова в Україні. З них п’ять вчинила Росія проти медіа і журналістів.
567 порушень свободи слова зафіксували експерти ІМІ в Україні у 2022 році. З них 470 порушень вчинила Росія внаслідок свого повномасштабного вторгнення в Україну.

## Хронологія журналістів убитих в Україні
При колишньому президенті Леоніді Кучмі документи були закриті, і кілька журналістів загинули при загадкових обставинах.
| Рік  | Дата        | Подія |
| ---- | ----------- | --- |
| 1995 | Квітень     | Володимир Іванов з Слава Севастополя, в Севастополі |
| 1996 | Травень     | Ігор Хрушетський в Черкасах |
| 1997 | 13 Березень | Петро Шевченко, кореспондент щоденної газети Київські відомості в Луганську, знайшли повішеним у покинутій будівлі в Києві. Він співавтор статті про суперечку між мером Луганська та місцевим відділенням Української служби безпеки. |
| 1997 | 11 Серпень  | Борис Дерев'янко, головний редактор української газети Вечерняя Одесса, застрелений вранці 11 серпня 1997 року по дорозі з будинку на роботу в Одесі. |
| 1999 | 16 Травень  | Ігор Бондар директор телеканалу AMT, був застрелений в Одесі, в житловий районі, під час руху в машині з Борисом Віхровим, головуючим суддею Одеського суду. Суддя також був убитий під час нападу. Це подвійне вбивство було скоєно чоловіками з Калашніковим у стилі автоматичної зброї їзди в автомобілі.                                                                    |
| 2000 | 16 Вересень | Георгій Гонгадзе співзасновником новин сайту Українська правда, убитого в Таращанському районі після викрадення. |
| 2001 | 24 Червень  | Олег Бреус видавник регіонального тижневика, XXI століття, був застрелений двома бойовиками біля свого будинку в Луганську. Він був поранений в голову і спину в упор, коли виходив зі своєї машини. Мотиви вбивства залишаються невідомими, хоча колеги XXI століття сказали, що вони отримали погрози в останньому місяці. Бреус сам ледве уникнув замаху в грудні 2000 року. |
| 2001 | 3 Липень    | Ігор Олександрів, директор приватних теле-і радіостанції КВ в Слов'янську, помер від травм, 3 липня, коли четверо невідомих чоловіків з бейсбольними битами напали на нього у своєму кабінеті. Місцеві ЗМІ припустили, що смерть Олександрова було пов'язано з його розслідування корупції та організованої злочинності.]                                                       |
| 2002 | 27 Жовтень  | Михайло Коломиєць, один із засновників українського агентства, знайдений мертвим висячи на дереві в Білорусі. |
| 2003 | 14 Грудень  | Володимир Караченцев,заступник головного редактора газети кур'єр, був знайдений мертвим в своєму будинку в Мелітополі. Він був виявлений висячи на ручці свого холодильника. Карачевцев був також головою обласної незалежної профспілки журналістів і кореспондент інтернет-видання Vlasti.net. Міліція не виключає можливість вбивства.                                       |
| 2004 | 3 Березень  | Юрій Чечук, директор Радіо Юта в Полтаві, помер при підозрілих обставинах в автокатастрофі. Він був на шляху для зустрічі з керівництвом Радіо Свобода "з української служби, яка часто критикує український уряд, провести переговори про ретрансляції програм радіостанції на більш доступні FM-діапазони                                                                     |
| 2010 | Серпень     | Василь Клементьев, український журналіст, редактор газети «Новий стиль». Він зник безвісти в серпні і вважається загиблим. Він був розслідувальником корупції на місцях. |